# 沖田修一
沖田 修一（おきた しゅういち、1977年8月4日 - ）は、日本の映画監督、脚本家。愛知県生まれ、埼玉県出身。

## 略歴
2001年、日本大学藝術学部映画学科撮影・録音コース卒業。
2002年に短編映画『鍋と友達』が、第7回水戸短編映像祭グランプリを受賞。
2006年『このすばらしきせかい』で初めて長編映画を手掛け、2009年『南極料理人』で商業映画デビュー。この作品でその年に最も優れた新人映画監督に贈られる新藤兼人賞金賞を受賞。その他、第1回日本シアタースタッフ映画祭監督賞や第29回藤本賞新人賞を受賞した。

## 作品

### 長編映画
- このすばらしきせかい（2006年）- 監督・脚本
- 南極料理人（2009年）- 監督・脚本
- キツツキと雨（2012年）- 監督・脚本
- 横道世之介（2013年）- 監督・脚本
- 滝を見にいく（2014年）- 監督・脚本
- モヒカン故郷に帰る（2016年）- 監督・脚本
- モリのいる場所（2018年） - 監督・脚本
- おらおらでひとりいぐも（2020年）- 監督・脚本
- 子供はわかってあげない（2021年）- 監督・脚本
- さかなのこ（2022年） - 監督・脚本

### 短編映画
- ライフ・シネマティック 映画的人生『進め!』（2006年） - 監督
- シティボーイズのFilm noir『俺の切腹』（2010年）- 脚本･監督
- 豆大福ものがたり（2013年） - 監督
- 4つのお祝い（2018年）- 脚本･監督 ※横浜・三菱地所周年記念作品ショートフィルム

### ドラマ
- 後楽園の母（2008年、MUSIC ON! TV） - 監督・脚本
- 青梅街道精進旅行（2008年、MUSIC ON! TV） - 監督・原案
- リバーサイド入口（2008年、関西テレビ） - 監督・脚本
- イロドリヒムラ「日村大岩」（2012年、TBS） - 監督・脚本
- ノーコンキッド「#8 バーチャファイター２」（2013年、テレビ東京） - 監督
- 永沢君（2013年、TBS） - 監督・脚本
- 火花 （2016年、Netflix）- 監督
- フルーツ宅配便（2019年、テレビ東京）- 監督
- すべて忘れてしまうから（2022年、Disney+）- 監督・脚本[2]
- 0.5の男（2023年、WOWOW） - 監督・脚本[3]

### MV
- a flood of circle「Ghost」(2009年)
- 星野源「フィルム」（2012年）
- あらかじめ決められた恋人たちへ「gone feat.曽我部恵一」(2016年)
- 乃木坂46「地球が丸いなら」（2018年）

## 出演

### 映画
- ジャポニカ・ウイルス（入江悠監督）

## 受賞歴
2009年
- 新藤兼人賞金賞（『南極料理人』）
- 第1回日本シアタースタッフ映画祭監督賞（『南極料理人』）
- 第29回藤本賞（『南極料理人』）

2013年
- 第8回KINOTAYO現代日本映画祭ソレイユ・ドール観客賞（グランプリ）（『横道世之介』）[4]

2014年
- 第23回日本映画プロフェッショナル大賞 監督賞（『横道世之介』）

2019年
- 第40回ヨコハマ映画祭 脚本賞（『モリのいる場所』）[5]